# كلوي بيير
كلوي بيير (مواليد 25 أغسطس 1987) هي ممثلة اسكتلندية.

## حياتها المبكرة
نشأت بيير في ستوكبريدج، إدنبرة.  بدأت التمثيل في المدرسة وقررت متابعتها كمهنة بعد أن مثلت في إنتاج مدرسي لبستان الكرز.  انتقلت إلى لندن في سن 18 للالتحاق بمدرسة جيلدهول للموسيقى والدراما وتخرجت في عام 2009.